# Вид, Леонард Бернгардович
Леонард Бернгардович Вид (по другим данным - Борисович) (род. 9 ноября 1931, Запорожье, Украинская ССР) — советский учёный и государственный деятель, заместитель председателя Госплана СССР (1986—1990), первый заместитель министра экономики и прогнозирования СССР (1991), директор Центра экономической конъюнктуры при Правительстве РФ (1991—1994), в 1996—2002 годах — председатель правления «Альфа-банка», кандидат экономических наук.

## Биография
Леонард родился 9 ноября 1931 года в Запорожье, Украинская ССР.
В 1955 году окончил Московский институт цветных металлов и золота им. М. И. Калинина.
1955—1963 г. — горный мастер подземного рудника на Норильском горно-металургическом комбинате. С 1963 года по 1977 прошел путь от инженера до заместителя директора по экономическим вопросам.
В 1980-х годах окончил Академию народного хозяйства СССР.
С 1977 года работал в Госплане СССР, был начальником подотдела и отдела, 1986—1990 — заместитель, первый заместитель председателя Госплана СССР; 1991 — первый заместитель министра экономики и прогнозирования СССР.
После распада СССР, Леонард Вид получил должность заместителя директора, а потом — директора Центра экономической конъюнктуры при Правительстве РФ (1991—1994). С 1994 года — член Межведомственной комиссии по координации работ, связанных с выполнением Государственной программы перехода на принятую в международной практике систему учёта и статистики.
1995—1996 — председатель Исполнительного комитета движения «Наш дом — Россия».
5 февраля 1996 года приступил к работе в должности Председателя правления «Альфа-банка», с 1 августа 2002 года решением Совета директоров Альфа-Банка должность Председателя Правления Альфа-Банка занимает Рушан Хвесюк. Леонард Вид подал в отставку в связи с возрастом. По словам Михаила Фридмана, Леонард Вид продолжит работать в банке на посту Заместителя Председателя Совета директоров.

## Награды
- Орден «Знак Почёта»
- Орден Дружбы народов
- Орден Трудового Красного Знамени
- Орден Почёта (13 февраля 2002 года) — за достигнутые трудовые успехи, укрепление дружбы и сотрудничества между народами и многолетнюю добросовестную работу"[11][12].

## Оценки
- Журналист Леонид Парфенов в своем видеоблоге под названием "Парфенон" упомянул, что во времена Советского Союза среди высшего руководства производственной сферы было популярным высказывание "Мы работам только для Вида"[13].